# Bihać
Bihać je grad u Bosni i Hercegovini, te administrativno središte Unsko-sanske županije. Nalazi se na obali rijeke Une u sjeverozapadnom dijelu BiH, u regiji Bosanske Krajine. Godine 2013. grad je imao 56 261 stanovnika.

## Zemljopis
Bihać je smješten u sjeverozapadnom dijelu Bosne i Hercegovine i privredno je, administrativno i kulturno središte Unsko-sanske županije. Na zapadu Bihać graniči s općinama Donji Lapac, Korenica i Slunj, na sjeveru s gradom Cazinom, na istoku s općinama Bosanska Krupa i Bosanski Petrovac, a na jugu s općinom Drvar. Površina Bihaća iznosi 900 km².
Bihać je smješten u Bihaćkoj kotlini, koju sa zapada i jugozapada zatvara planina Lička Plješivica i njeni obronci Debeljača i Somišlje, dok je na istoku i jugoistoku omeđuje planina Grmeč i njeni obronci Ljutoč, Jadovnik i Gredoviti vrh.  Kroz njega protječu rijeka Una (80 km) i njene pritoke Klokot i Privilica.
Reljef se većinom sastoji od polja, brežuljaka i planina srednje visine. Velik dio grada bogat je izvorima, potocima, rijekama i podzemnim vodama. Klima je uglavnom umjereno-kontinentalna i umjereno-planinska, uz male promjene zbog zračnih masa. Ljeta su vrlo topla i suha, uz rijetke kratke ili duge pljuskove, a zime hladne s puno padalina, većinom kišnih. Tokom kalendarske godine oko 80 dana ima temperaturu nižu od nule. Mraz se javlja od listopada do travnja, a snijeg od studenoga do travnja.

## Povijest

### Etimologija
Riječ "bihać" u različitim svojim oblicima: bišće, bijać, bihak, bihag označava kraljevsko dobro, a ovo je područje nekad zauzimalo središnje mjesto u Kraljevini Hrvatskoj. Kako je Kraljevina Hrvatska imala policentrični sustav stolnih gradova i Bihać je u više navrata bio stolnim gradom, a prije njega svakako Pset ili Psat po kome je i nazvana župa u čiji sastav je najvjerojatnije ulazilo kraljevsko dobro ili bišće iz kojega se razvio grad Bihać.
Postoji i legenda o imućnom čovjeku Dobriši koji je imao tri kćerke: Biku, Soku i Vranu. Dobriša je umro, a u znak sjećanja na svog oca, kćeri odlučiše na svome imanju podignuti tri gradića. Obzirom da su imale veliki posjed u Pounju, imale su poteškoća da očuvaju svoje imanje jer ih je napadao i imanje pokušavao oteti jedan nasilnik. Ipak, uspjele su s njim da postignu dogovor i nastave u miru da grade tri grada kako su isprva i naumile. Dalje legenda kaže da je Bika odabrala mjesto na lijevoj obali Une i tu podigla grad koji je po njoj dobio naziv Bikće, iz kojeg je kasnije nastalo Bišće, da bi na kraju grad dobio ime koje i danas ima, a to je Bihać. Soka je odabrala istočnu stranu i na visokom brdu prepunom stijena izgradila grad koji je po njoj dobi ime Sokolac. Najmlađa sestra Vrana je nadomak današnjeg naselja Ćukovi sagradila gradić koji je po njoj dobio ime Vrnograč.

### Prapovijest, ilirski i rimski period
Zahvaljujući povoljnim geografsko-klimatskim uvjetima, ovaj prostor naseljen je još u prapovijesnom razdoblju. Potvrđuju to i provedena arheološka istraživanja. Rezultat tih istraživanja su otkrića na nekropoli Jezerine u Pritoci, na sojeničkom naselju u Ripču, nekropoli u Ribiću te svetištu plemena Japoda na izvoru Privilice. Osim ovih otkrića, arheolozi su u okolici Bihaća pronašli i ostatke gradina, naselja na uzvišenim zaravnjenim glavicama (Izačić-gradina, Kulište kod Bajrića). Na ulazu ili u najbližoj okolini gradina uočljivi su bili tumulusi, odnosno prapovijesni grobovi (Palež kod Spahića, Zapoljak-Crkvina kod Tihotine i Dubrovnik kod Srbljana). Najveći broj gradina na bihaćkom području nastao je u starijem željeznom dobu (8.- 5. stoljeća pr. Kr.). U okolici Bihaća se je nalazilo jedno od središta ilirskog plemena Japoda. Njih će 35. godine pr. Kr. pokoriti rimski vojskovođa Oktavijan August.
Iz epigrafskih natpisa se vidi da su se domaća imena zadržala i nekoliko stoljeća nakon toga, pa se zaključuje da je proces romanizacije išao veoma sporo. Iz rimskog perioda ima manje gradina, pa je predpostavka da su se naselja gradila od drveta. Iz rimskog doba potječu brojni nadgrobni spomenici, natpisi, reljefi, posvete božanstvima i ostaci rimskih zgrada. Tako je u Golubiću pronađeno šest rimskih spomenika koji su upotrijebljeni za pokrivanje vodovoda u Žegaru, dok su ostaci rimskih zgrada pronađeni u Brekovici, Golubiću, Ripču i Malom Založju. U Golubiću je pronađen Mitrasov reljef, dvije posvete bogu Mitrasu te jedan reljef s likom Herakla. Iz rimskog razdoblja značajne arheološke nalaze predstavljaju rimski novac izrađen od bronce i japodski natpisi pronađeni u Brekovici, Čavkićima, Ćehićima, na Humačkoj glavici, u Kraljama, Pritoci, Ribiću i Malom Založju. Početkom 7. stoljeća područje Bihaća počinju naseljavati Slaveni. Prvi gradovi oko rijeke Une, prema povijesnim izvorima, nastaju sredinom 13. stoljeća.

### Srednji vijek
Kao najvažnija srednjovjekovna utvrda Pounja, Bihać se prvi put spominje 1260. godine kao vlasništvo cistercitske Topuske opatije. To potvrđuje isprava ugarsko-hrvatskog kralja Bele IV. od 26. veljače 1260. kojom poklanja Topuskoj opatiji posjed Kralje za izdržavanje grada na otoku sv. Ladislava. U sačuvanim povijesnim listinama grad na otoku zabilježen je pod različitim imenima: Bihig, Byheg, Buch, Bichich, Bihag, Vyhych, Bywhergh Wyhugh, što označava kraljevsko dobro. Već 1262. godine Bihać postaje slobodni municipij sa svim pravima „slobodnog kraljevskog grada“. Ovaj status mu je omogućio znatno brži gospodarski i prometni razvoj. O izgledu grada u 13. stoljeću nema dovoljno podataka. Ono što znamo jeste da je u tom razdoblju Bihać imao sedam crkava, među kojima je najveća bila gradska Crkva sv. Antuna. U ovom razdoblju spominju se i dominikanci koji su imali svoj samostan u blizini gradske crkve (spominje se 1266. godine). Stoga većina povjesničara smatra da je crkva sv. Antuna bila njihova crkva. 
Početkom 15. stoljeća Bihać gubi svoju samoupravu. Na njegovom području u ovom razdoblju se nalaze posade Hrvoja Vukčića, namjesnik Ladislava Napuljskog, pretendenta na hrvatsko-ugarsko prijestolje. Na taj način Bihać je uvučen u dinastičke borbe koje su već dulje vrijeme trajale na području Slavonije i Ugarske. Poslije 1405. godine Bihaćem upravljaju pristalice ugarsko-hrvatskog kralja Sigismunda, koji je Bihać na putu za Dalmaciju posjetio 1412. godine. Godine 1434. kralj Sigismund je grad prvo založio, a potom i poklonio hrvatskoj plemićkoj obitelji Frankopana pod čijom upravom ostaje do početka 16. stoljeća. U Bihaću je više puta zasjedao Hrvatski sabor – poslije bitke na Krbavskom polju, Sabor je zasjedao u Bihaću 1494. i poslao papi Aleksandru VI. molbu da utječe na kralja Vladislava. Početkom 16. stoljeća ovaj dio pounjskog područja bio je pod vlašću hrvatskih banova. Od onih koji su sa svojom vojnom posadom duže vremensko razdoblje boravili u Bihaću bio je Ivaniš Korvin. Izborom Ferdinanda Habsburškog za hrvatskog kralja 1527. godine Bihać je ponovno došao pod kraljevsku vlast kao „regia civitas“. Iako je kraljev namjesnik Nikola Jurišić priznao gradu privilegije u njegovu tvrđavu je smjestio kapetana. Tako je bihaćka varoš bila pod jurisdikcijom bana, dok je bihaćki kapetan zapovijedao s posadom u Ripču. Bihaćka kapetanija, jedna od četiri hrvatske kapetanije, je sredinom 16. stoljeća obuhvaćala gradove: Bihać, Ripač, Sokolac, Drežnik, Tržac, Slunj, Cetinu, Izačić, Toplički Turanj, Brekovicu, Ostrožac, Vrnograč, Pernu, Stijenu, Cazin, Bužim i još neka mjesta. To je razdoblje kad se Bihać nalazi na snažnom udaru Osmanskog carstva.

### Osmanlije i Austro-Ugarska
Godine 1530. Austrijski odbor dao je trupe za obranu sedam ključnih uporišta u Hrvatskoj, jedno od njih bio je Bihać, a drugo obližnji Ripač.  Osmanlije su zauzele Bihać 1592. godine nakon 10-dnevne opsade. Tada je formiran Bihaćki sandžak koji je ušao u sastav Bosanskog pašaluka. Krajem 17. stoljeća austrijska vojska u dva navrata opsjeda Bihać (1689. i 1698.), ali bez uspjeha. Godine 1865. Bihać je postao sjedište Bihaćkog sandžaka koji se sastojao od sljedećih kaza: Bihać, Ključ, Kostajnica, Krupa, Ostrožac (sa sjedištem u Cazinu), Petrovac, Prijedor i Stari Majdan.  
Berlinskim kongresom 1878. godine Bosna i Hercegovina, pa tako i Bihać dolazi pod vlast Austro-Ugarske Monarhije. Godine 1881. godine u Bihaću je otvorena osnovna škola (općinska škola), a 1885. godine počela je s radom i trogodišnja trgovačka škola koja će djelovati do 1913. godine. Zalaganjem časnih sestara reda Klanjateljica Krvi Kristove u njihovom bihaćkom samostanu sv. Josipa otpočela je 1894. godine s radom pučka škola s četiri razreda, a nakon toga i internat za djecu. Kasnije su časne sestre pokrenule i rad više djevojačke škole. Škola pod vodstvom časnih sestara Klanjateljica Krvi Kristove u Bihaću uspješno je djelovala do 1945. godine kada su je komunističke vlasti zatvorile. Mala gimnazija u Bihaću s radom počinje 1911. godine. 

### Kraljevina Jugoslavija, Drugi svjetski rat
U razdoblju od 1918. do 1941. Bihać je sastavni dio Kraljevine Slovenaca, Hrvata i Srba, kasnije Kraljevine Jugoslavije. Prvo je bio središte oblasti, a od 1929. godine postaje središte okruga u Vrbaskoj banovini. Od kulturno-prosvjetnih društava u Bihaću su aktivno djelovali: „Gajret“, „Prosvjeta“, „Krajišnik“, „Narodna uzdanica“, „Zora“ i druga. Najveći doprinos otvaranju muzeja u Bihaću u razdoblju 1933.-1941. dao je dr. Stanko Sielski, tadašnji upravnik bihaćkog Doma zdravlja. Dr. Sielski samostalno prikuplja arheološke predmete te uređuje lapidarij koji je bio smješten između kanala i zgrade pošte u središtu Bihaća. Godine 1937. Bihać dobiva prvi organizirani nogometni klub „Jedinstvo". Početkom Drugog svjetskog rata Bihać ulazi u sastav novoformirane Nezavisne Države Hrvatske. Postaje sjedište velike župe Krbava i Psat. Njemačke jedinice u Bihać ulaze 13. travnja 1941., a nakon njih 17. travnja 1941. i talijanske. Od prvih dana okupacije na području Bihaća i njegove okolice aktivno se razvija narodno-oslobodilački pokret. Uspješne vojne akcije partizanskih jedinica od 2. do 4. studenog 1942. godine rezultirale su privremenim zauzimanjem Bihaća. Tako je formirana slobodna teritorija poznata pod nazivom “Bihaćka republika”. 
Tijekom Drugog svjetskog rata i NOB-a, Bihać postaje mjesto u kojem se donose mnoge odluke značajne za konačno oslobođenje Jugoslavije. Tako je u Bihaću 26. i 27. studenoga 1942. godine održano 1. zasjedanje AVNOJ-a, koje postaje općenacionalno i općepolitičko predstavništvo NOP-a. Njemačke snage ponovo su 29. siječnja 1943. godine zauzele Bihać. Pod njemačkom okupacijom Bihać ostaje sve do 28. ožujka 1945. godine, kad je oslobođen.   

### SFRJ, Rat u Bosni i Hercegovini
U razdoblju 1945. – 1992. godine, Bihać u okviru SR Bosne i Hercegovine, pripada SFRJ i postaje važno gospodarsko, kulturno i upravno središte ovog dijela Bosanske Krajine, a posebno tadašnjeg Bihaćkog okruga. Tijekom agresije na Bosnu i Hercegovinu 1992.- 1995. godine, Bihać zajedno s cijelim područjem Bihaćkog okruga nalazi se 1201 dan u potpunoj blokadi i izolaciji. Iako je bio izložen svakodnevnim granatiranjima i stradanjima civilnog stanovništva, zahvaljujući jedinicama Petog korpusa Armije Republike Bosne i Hercegovine, Hrvatskoga vijeća obrane regije Bihać i MUP-a, Bihać je obranjen. Nakon rata, Dejtonskim mirovnim sporazumom iz 1995. godine i novim administrativno-političkim ustrojem BiH, Bihać je postao sjedište Unsko-sanske županije.

## Stanovništvo

### Popisi 1971. – 1991.
| Stanovništvo općine Bihać |                  |                  |                  |
| godina popisa             | 1991.            | 1981.            | 1971.            |
| Muslimani                 | 46.737 (66,07 %) | 40.041 (61,09 %) | 37.325 (64,14 %) |
| Srbi                      | 12.689 (17,93 %) | 11.093 (16,92 %) | 12.096 (20,78 %) |
| Hrvati                    | 5580 (7,88 %)    | 5855 (8,93 %)    | 6824 (11,72 %)   |
| Jugoslaveni               | 4356 (6,15 %)    | 7364 (11,23 %)   | 1133 (1,94 %)    |
| ostali i nepoznato        | 1370 (1,93 %)    | 1191 (1,81 %)    | 807 (1,38 %)     |
| ukupno                    | 70.732           | 65.544           | 58.185           |

#### Bihać (naseljeno mjesto), nacionalni sastav
| Bihać              |                  |                  |                  |
| godina popisa      | 1991.            | 1981.            | 1971.            |
| Muslimani          | 27.418 (60,18 %) | 14.155 (47,38 %) | 13.752 (57,15 %) |
| Srbi               | 8218 (18,04 %)   | 5829 (19,51 %)   | 5222 (21,70 %)   |
| Hrvati             | 4805 (10,54 %)   | 2872 (9,61 %)    | 3453 (14,35 %)   |
| Jugoslaveni        | 4020 (8,82 %)    | 6616 (22,14 %)   | 1014 (4,21 %)    |
| ostali i nepoznato | 1092 (2,39 %)    | 403 (1,34 %)     | 619 (2,57 %)     |
| ukupno             | 45.553           | 29.875           | 24.060           |

### Popis 2013.
| Stanovništvo grada Bihaća |                  |
| godina popisa             | 2013.            |
| Bošnjaci                  | 49.550 (88,07 %) |
| Hrvati                    | 3265 (5,80 %)    |
| Srbi                      | 910 (1,62 %)     |
| ostali i nepoznato        | 2536 (4,51 %)    |
| ukupno                    | 56.261           |

| Bihać – naseljeno mjesto |                  |
| godina popisa            | 2013.            |
| Bošnjaci                 | 34.142 (86,02 %) |
| Hrvati                   | 3043 (7,67 %)    |
| Srbi                     | 424 (1,07 %)     |
| ostali i nepoznato       | 2081 (5,24 %)    |
| ukupno                   | 39.690           |

## Naseljena mjesta
Grad Bihać sačinjavaju sljedeća naseljena mjesta:
Bajrići,
Baljevac,
Bihać, 
Boboljusci, 
Bosanski Osredci, 
Brekovica, 
Bugar, 
Ćukovi, 
Doljani, 
Donja Gata, 
Dubovsko, 
Gorjevac, 
Gornji Tiškovac, 
Grabež, 
Grmuša, 
Hrgar, 
Izačić, 
Jankovac, 
Jezero, 
Kalati, 
Klisa, 
Klokot, 
Kula, 
Kulen Vakuf, 
Lipa, 
Lohovo, 
Lohovska Brda, 
Mala Peća, 
Mali Cvjetnić, 
Mali Skočaj, 
Malo Očijevo, 
Martin Brod, 
Međudražje, 
Muslići, 
Očigrije, 
Orašac, 
Ostrovica, 
Palučci, 
Papari, 
Praščijak, 
Pritoka, 
Prnjavor, 
Račić, 
Rajnovci, 
Ripač, 
Spahići, 
Srbljani, 
Teočak, 
Trubar, 
Turija, 
Velika Gata, 
Veliki Cvjetnić, 
Veliki Skočaj, 
Veliki Stjenjani, 
Veliko Očijevo, 
Vikići, 
Vrsta, 
Zavalje i
Zlopoljac.
Prije potpisivanja Daytonskog mirovnog sporazuma naseljena mjesta Boboljusci, Bosanski Osredci, Gornji Tiškovac, Mali Cvjetnić, Malo Očijevo, Martin Brod, Očigrije, Palučci, Trubar, Veliki Cvjetnić i Veliko Očijevo su pripadala općini Drvar.
Na popisima 1971. i 1981. godine, postojala su i naseljena mjesta: Čavkići, Čekrlije, Dobrenica, Golubić, Kamenica, Kralje, Malo Založje, Mrkonjića Lug, Orljani, Pokoj, Sokolac, Vedro Polje, Veliko Založje, Vinica i Vrkašić. Ova naselja su na popisu 1991. godine ukinuta i pripojena drugim naseljenim mjestima.

## Mjesne zajednice
Na popisu stanovništva 1991. godine Bihać je imao 48 naseljenih mjesta u 36 mjesnih zajednica:

### Gradske mjesne zajednice
- MZ Bakšaiš (2218 st., 1991.)
- MZ Centar (1371 st.)
- MZ Čavkići (1351 st.) obuhvaća naselja Čavkići, Mujadžići, Ćehići i Midžići
- MZ Donje Prekounje (1955 st.)
- MZ Golubić (730 st.)
- MZ Gornje Prekounje (3541 st.)
- MZ Harmani (5697 st.)
- MZ Hatinac (2289 st.)
- MZ Jezero – Privilica (3601 st.)
- MZ Kamenica (1309 st.)
- MZ Kralje (2198 st.)
- MZ Luke (2875 st.)
- MZ Mali Lug (1248 st.)
- MZ Mrkonjića Lug (1820 st.)
- MZ Ozimice (6884 st.)
- MZ Pokoj (1126 st.)
- MZ Ribić-Orljani (1767 st.)
- MZ Ružica (3452 st.)
- MZ Sokolac (2070 st.)
- MZ Vedro Polje (679 st.)
- MZ Veliko Založje (403 st.)
- MZ Žegar (790 st.)

obuhvaćaju naselja: Baljevac, Bihać, Grabež, Jankovac, Lohovska Brda, Muslići i Zlopoljac.

### Seoske mjesne zajednice
- MZ Brekovica (2677 st.) – obuhvaća naselja: Bajrići i Brekovica
- MZ Doljani (154 st.) – obuhvaća naselje Doljani
- MZ Gata Ilidža (2264 st.) – obuhvaća naselja: Bugar, Donja Gata, Mala Peća i Velika Gata
- MZ Golubić (1108 st.) – obuhvaća naselja: Golubić
- MZ Grmuša (304 st.) – obuhvaća naselje Grmuša
- MZ Izačić (3201 st.) – obuhvaća naselja: Izačić, Kula, Prnjavor i Vikići
- MZ Klokot (1293 st.) – obuhvaća naselja: Klokot i Papari
- MZ Kulen Vakuf (2107 st.) – obuhvaća naselja: Kalati, Klisa, Kulen Vakuf, Ostrovica, Rajnovci i Veliki Stjenjani
- MZ Lipa (218 st.) – obuhvaća naselja: Dubovsko, Lipa i Teočak
- MZ Orašac (3036 st.) – obuhvaća naselja: Ćukovi i Orašac
- MZ Pritoka (839 st.) – obuhvaća naselje Pritoka
- MZ Ripač (3001 st.) – obuhvaća naselja: Gorjevac, Hrgar, Lohovo, Praščijak, Račić i Ripač
- MZ Skočaj (412 st.) – obuhvaća naselja: Mali Skočaj i Veliki Skočaj
- MZ Srbljani (2526 st.) – obuhvaća naselja: Jezero, Spahići i Srbljani
- MZ Vrsta (2118 st.) – obuhvaća naselja: Turija i Vrsta
- MZ Zavalje (302 st.) – obuhvaća naselja: Međudražje i Zavalje

## Uprava
Gradonačelnik: Elvedin Sedić (PoMak)
Gradsko vijeće:
- SDA – 8 vijećnika
- SDP –  4 vijećnika
- A-SDA – 3 vijećnika
- SBB BIH – 2 vijećnika
- DF Željko Komšić – 1 vijećnika
- PoMak –  6 vijećnika
- Nezavisni –  1 vijećnika

### Suvremeni Bihać
Hrvati u Bihaću su platili visoku cijenu za obranu grada. Čak 72 pripadnika HVO Bihać položila su život u njegovoj obrani, a 250 ih je lakše i teže ranjeno. Operacijom Oluja Hrvatska vojska je uz pomoć Armije BiH i Hrvatskog vijeća obrane deblokirala Bihać i tako spriječila da doživi tada izglednu sudbinu Srebrenice.

### Popis bihaćkih načelnika
(ista titula pod raznim nazivima: sudac, vesnik, kadija, kajmakan, gradonačelnik, predsjednik općine, itd.)

#### Popis bihaćkih kapetana od 16. do 19. stoljeća
- Jakov Ravnikar
- Erazmo Turn
- Petar Keglević
- Bartol Ravnikar
- Martin Gal
- Vilim Šnicenbaum
- Juraj Zauer
- Juraj od Zobelsberga
- Mihajlo Špalatin
- Juraj Kronšal
- Adam Šramf
- Danilo Lozer
- Fridrik od Višnje Gore
- Sebastijan Lamberg
- Benko Krajner
- Juraj Paner
- Franjo Resel
- Danilo Obričan
- Ladislav More
- Jakov Prank
- Franjo Horner
- Tomo Dornberg
- Hrustan beg Bišćević 1592. Potomci su mu vjerojatno Hrustanovići iz Golubića.
- Murad-aga . potomci su Muratović, a posjedi okolo Klokota i Pecikovića glavice, zvane i Muratović.
- Derviš-aga Hadugarić – i ovo se prezime gubi, a potomci su mu Derviševići.
- Duralija Ali-aga kasnije Alaga i Alagići / "Dvoboj Dur Alije i Bihaćkog bana" pjesma u desetercu; Dur zbog prgave naravi, Džabija jer je ubirao porez, do 1592.poreznik u Lici Za zasluge u osvojenju Bišča dobio velike posjede na bakšiš . poklon otuda naziv naselju Bakšaiš i Hatinac
- Idriz-beg – Idrizovići
- Mustaj-beg Hasumović (Lipovača?)- Kasumovići
- Osman-aga Poprženović s Dur Alijom Ali-agom zarobio dva Madžara Ševeljića koji su pokazali gdje je barutana. Pri eksploziji opržen -Popržen i s Ali- agom dobio posjede oko kule u Kalini kraljama Vrkašiću.
- Mustaj-beg Badnjević porijeklom iz Krupe
- Tatar Mustaj-beg Idris Kapitanović – Tatarevići
- Salih-paša Kulinović – Kulenovići iz Vakufa
- Ahmet-beg Ahmetovići
- Idrasović
- Afmet-beg Jusufbegović
- Ibrahim-paša – Ibrahimpašići
- Hasan-beg Ibrahimpašić
- Mehmed-beg Bišćević
- Jakub-beg Jakupovići
- Hilmi
- Husein ef. Karabegović
- Kemal ef. Mesic

## Gospodarstvo
U bivšoj SFRJ Bihać je bio razvijen industrijski grad. Tvornice kao što su Kombiteks, Krajinametal, Polietilenka, Bira, Žitoprerada, Energoinvest - Tvornica rastavljača i kablovskih glava bile su nosioci privrednog razvoja, ali su u postratnoj neuspješnoj privatizaciji nažalost uništene .
Danas je Bihać sjedište jedne od najvećih pivovara u Bosni i Hercegovini koja proizvodi dva pivarska brenda, Preminger i Unski biser. Bihaćka mljekara koja je u vlasništvu njemačke firme Meggle jedna je od vodećih u BiH. Također, u novije vrijeme postignuti su značajni rezultati i u turizmu. Bihaćki rafting na rijeci Uni smatra se jednim od najboljih u regionu. Turističkim rezultatima pogoduje i proglašenje gornjeg toka Une prvim Nacionalnim parkom na teritoriji Federacije Bosne i Hercegovine.

## Poznati Bišćani
- Luka Marjanović, pravnik, dekan i rektor
- Natko Katičić, akademik
- Vladimir Dvorniković, filozofski pisac i etnopsiholog
- Viktorija Badrov, operna pjevačica i vokalna pedagoginja
- Atif Dudaković, general, zapovjednik 5. Korpusa ARBiH (1993. – 1997.)
- Tvrtko Čubelić,  hrvatski povjesničar književnosti i folklorist
- Enver Krupić, slikar
- Franjo Džal, ratni pilot (vojska Kraljevine Jugoslavije / NDH)
- Ferid Džanić, vođa pobune hrvatskih vojnika u Villefranche-de-Rouergue (1943.)
- Petar Šimić, admiral JRM
- Ekrem Čaušević, turkolog
- Zvonimir Diklić, sveučilišni profesor, pisac udžbenika
- Amir Smajić , pjevač
- Dževad Hozo, grafičar, akademik
- Tomislav Dretar, književnik i zapovjednik Bihaćkog HVO-a (1992. – 1993.)
- Zdravko Dizdar, povjesničar
- Irfan Ljubijankić, otorinolaringolog i ministar vanjskih poslova BiH
- Mehmed Tatlić, kirurg, prvi ministar zdravstva SR BiH
- Vlado Šantić, zapovjednik Bihaćkog HVO-a (1993. – 1995.)
- Vladimir Vinčar, brigadir, pomoćnik zapovjednika 5. Korpusa ARBiH (1993. – 1997.)
- Husein Dervišević, književnik
- Sadko Hadžihasanović, slikar
- Nihad Hasanović, pisac
- Alen Islamović, glazbenik
- Hrvoje Jurić, pjesnik, filozofski pisac, prevoditelj
- Tomislav Tomić, pjesnik, pripovjedač
- Donna Ares, pjevačica
- Hamdija Abdić – Tigar, pukovnik, zapovjednik 502. Bihaćke brigade (1993. – 1995.)
- Zdenko Kožul, šahovski velemajstor
- Sead Lipovača "Zele Lipovača" – osnivač i gitarist Divljih Jagoda

## Spomenici i znamenitosti
Glavni bihaćki spomenici i znamenitosti:
- Kapetanova kula
- Bihaćka kula
- Džamija Fethija u Bihaću
- Bihaćki bedem
- Turbe
- neolitsko groblje u Ripču

## Obrazovanje
Od 1997. godine Bihać je sveučilišni grad.

## Šport
- NK Jedinstvo Bihać
- OŠN 3E Bihać
- Sportsko-plesni Centar "Virus" Bihać
- AN Jedinstvo Bihać
- Judo klub Una Bihać
- Nogometni klub Radnički
- Košarkaški klub Bihać
- Gimnastički klub Avangard
- Rukometni klub Bihać
- Odbojkaški klub Bihać
- Nogometni klub Omladinac 75 Pokoj
- Konjički klub "Bihać"
- Karate klub "Bihać"
- Karate klub "Pegaz"
- MNK Beton Bihać
- KIK Una Bihać
- Aikido klub Takemusu Bihać
- MNK Palma Bihać
- Šahovski klub "Bihać" Bihać
- Fudbalski klub Brekovica
- Košarkaški klub Željo 1971
- Ženski rukometni klub Bihać
- Nogometni klub Brekovica
- Ženski rukometni klub Bihać
- Ženski odbojkaški klub Bihać
- Omladinski fudbalski klub Bihać (OFK Bihać)
- NK Sloga Kralje-Vrkašić 1937

Od 2011. održava se Malonogometni noćni turnir Preminger. Međunarodni malonogometni turnir "Dan dječijeg nogometa" održava se od 2011. Novogodišnji malonogometni turnir Bihać održava se od 1985.

## Vanjske poveznice
- Općina Bihać